# Ritha Elmholt
Ritha Elmholt (* 1947 in Eckernförde, Schleswig-Holstein; geborene Roswitha Ceglars) ist eine deutsch-dänische Malerin und Autorin.

## Leben
Elmholt machte ein dänisches Realexamen und absolvierte eine kaufmännische Ausbildung. Danach folgte ein weiterführender Schulbesuch in Skive. 1970 erhielt sie eine Anstellung bei der Sparkasse  in Kiel. In den Jahren 1978–1982 belegte sie Freie Malerei an der Muthesius Kunsthochschule Kiel bei Harald Duwe, Gottfried Brockmann und Ekkehard Thieme.
Von 2000 bis 2002 war sie abwechselnd wohnhaft in Eckernförde und Columbus (Ohio), wo sie am CSC College studierte.  Sie ist in Fleckeby wohnhaft.
Elmholt verfasst auch Kurzgeschichten im Jahrbuch des Heimatvereins Eckernförde, im Eckernförder Lesebuch 2002, im Mohland Jahrbuch 2005, 2006 und 2007 und der Weihnachtsanthologie 2007: Weihnachtsgeschichten für Erwachsene. 
Ihr erstes Buch, Morgengedeck, ist 2004 herausgekommen.

## Ausstellungen (Auswahl)
- 1989 Kulturzentrum „Traumfabrik“, Kiel
- 6/1994 Rathaus, Eckernförde
- 3/1997 Ansgar Kirken, dän. Kirchengemeinde Flensburg
- 9/1997 Amtsgården Åbenrå, Dänemark
- 2/1999 Ejvind Berggrav-Zentrum, Altenholz Stift
- 9/1999 Ansgar Kirken, Flensburg
- 5/2000 Listhús Ófeigs, Reykjavík / Island
- 7/2001 Gallery ART IMPRESSIONS, Columbus Ohio, USA
- 11/2002 Gallery 853, Columbus Ohio, USA
- 11/2004 Gallery 853, Columbus Ohio, USA
- 2007 Aventoft danske Kirke "Sten på Vejen"